# Festival do Peixe em Beja
O Festival do Peixe em Beja é um evento cultural-econômico que ocorre no município de Abaetetuba, pertencente à Microrregião de Cametá, durante a última semana de abril. É um dos mais tradicionais festivais realizados no Estado do Pará que aborda religiosidade, folclore e contos da região. As principais entidades promotoras são a Fundação Cultural Abaetetubense, a Prefeitura Municipal de Abaetetuba e a Associação dos Barraqueiros da Vila de Beja.

## Cultura e meio ambiente
Com a participação de membros da comunidade local, o festival promove a preservação de suas manifestações culturais como forma de integração da região com sua população.
A temática do festival é caracterizada por apresentações que tratam da preservação da natureza, com destaque para as espécies de fauna e flora da região amazônica e o seu convívio na vida do município, principalmente através da pesca.

## Economia

### Venda de produtos
Além de contar com a venda de produtos alimentícios, o festival já ofereceu produtos têxteis da coleção de produtos exclusivos para comercialização, como camisetas masculinas e blusas femininas. Tais produtos são comercializados em feiras livres, montadas a partir de estandes e barracas que ofereçam tais produtos.

### Rede hoteleira
O festival estimula a rede hoteleira local por atrair turistas que precisam de alojamento durante o evento.

## Importância econômica e cultural
O Festival do Peixe em Beja é extremamente importante para a região por ser um dos principais atrativos que incentiva a economia e produção aos barraqueiros da praia de Beja. Por conta disso, toda a cadeia produtiva, desde a pesca, até a comercialização ou para o próprio sustento, ganha força na região, estimulando a prática entre os ribeirinhos.

### Venda para o mercado regional
Característico da região, o Mercado Municipal de Abaetetuba também conta com a oferta de peixes de ribeirinhos locais. Além de produzirem para datas festivas, como para o Festival em questão, grande parte da população cultiva e vende ao mercado, como fonte de renda principal.

## Desafios de gestão e da organização

### Acúmulo de lixo
Por conta de ter ocorrido com uma urbanização rápida em um espaço territorial pequeno e desprevenido, a região não oferece uma infraestrutura adequada para suportar grandes eventos e muitos turistas de outras regiões. Por conta de problemas de segurança pública, devido à construção de habitações sem planejamento e o descarte de resíduos, o festival conta com desafios dessa imagem para atrair outros frequentadores, a não ser aqueles mais ligados à pesca da região.

### Moradias precárias dos ribeirinhos
Devido às condições precárias das moradias, diversos ribeirinhos encontram dificuldades para manter a pesca, como pela falta de energia no local, para armazenar os peixes refrigerados e oferecer à mercados maiores.